# Hevesi Sándor-díj
A Hevesi Sándor-díjat 1998-ban a Nemzetközi Színházi Intézet Magyar Központja, az Oktatási és Kulturális Minisztérium és a Fővárosi Önkormányzat alapította. Olyan Magyarországon élő és alkotó színházművészek vagy a színházért dolgozó személyek kaphatják, akik a magyar színházművészet nemzetközi el- és megismertetéséért tettek.

## A díjról
A Nemzetközi Színházi Intézet Magyar Központjának kezdeményezésére, a kezdeményező, az Oktatási és Kulturális Minisztérium és a Fővárosi Önkormányzat által alapított díjat először a Budapesti Tavaszi Fesztivál hivatalos eseményeinek során, 1998-ban adták át.
A díjat az intézet tagjai (színházak, különböző szakmai szervezetek) tehetnek javaslatot előzetes javaslata alapján létrejött listából az Oktatási és Kulturális Minisztérium szakállamtitkárából, a Fővárosi Önkormányzat képviselőjéből és az ITI Magyar Központ elnökéből álló kuratórium ítéli oda és - néhány kivételtől eltekintve - a színházi világnapon adja át.
Évente három díjazott van.

## Díjazottak
- 1998 Ascher Tamás, Bozsik Yvette, Lakos Anna
- 1999 Lengyel György, Szabó György, Zsámbéki Gábor
- 2000 Antal Csaba, Marton László, Szilágyi Mária
- 2001 Eszenyi Enikő, Nagy András, Szilágyi Dezső[2]
- 2002 Bába Krisztina, Gombár Judit, Szűcs Miklós
- 2003 Huszti Péter, Oszvald Marika, Novák Ferenc
- 2004 Gregor József, Kiss János, Novák János
- 2005 Fábri Péter, Markó Iván, Pintér Béla
- 2006 Békés Pál, Horváth Csaba, Schilling Árpád
- 2007 Kovalik Balázs, Lénárt András, Upor László
- 2008 Meczner János, Csanádi Judit, Gáspár Máté
- 2009 Radnóti Zsuzsa, Váradi Katalin, Goldschmied József
- 2010 Alföldi Róbert, Bérczes László, Ladányi Andrea
- 2011 Bagossy Levente, Lengyel Anna, Tompa Gábor
- 2012 Bodó Viktor, Fehér Ferenc, Pászt Patrícia. Március 31-én a Színházak Éjszakáján, a Radnóti Miklós Színházban adták át.
- 2013 Gedeon József, Khell Zsolt, Mundruczó Kornél. Március 27-én a veszprémi Petőfi Színházban a MASZK hagyományos gálaestjén adták át.
- 2014 Erkel László Kentaur, Kozma András, Silló István. A Szegedi Nemzeti Színházban.
- 2015 Bagossy László, Szakács Györgyi, Urbán András. A Thália Színházban.[3]
- 2016 Barda Beáta, Frenák Pál, Vidnyánszky Attila[4]
- 2017 Dömötör András, Khell Csörsz, Lőrinczy György[5]
- 2018 Balázs Zoltán, Szabó G. László, Vidovszky György[6]
- 2019 Angelus Iván, Kulcsár Edit, Szabó K. István[7]
- 2020 Bán Teodóra, Árkosi Árpád, Monori Lili[8]
- 2021 Balog József, Balogh Tibor, Láng Annamária[9]
- 2022 Ágh Márton, Molnár Levente, Tapasztó Ernő[10]
- 2023 Büki Dóra, Juronics Tamás, Veress Anna[11]
- 2024 Bányai Tamás, Gyarmati Kata, Szabó Réka[12]
- 2025 Nagy Fruzsina, Sarkadi Bence, Szögi Csaba[13]